# طرح کلمبو
طرح کلمبو یک سازمان منطقه‌ای است که با هدف افزایش تلاش‌های میان دولتی برای تقویت اقتصادی و توسعه اجتماعی کشورهای عضو در منطقه آسیا-اقیانوسیه ایجاد شده‌است.

## تاریخچه
در بهار ۱۹۴۹ سردار پانیکار (نخستین سفیر هند در چین) به سفیران بریتانیا و استرالیا پیشنهاد ایجاد یک صندوق چندجانبه را داد که برای مبارزه با جنبش‌های کمونیستی به کشورهای آسیای جنوب شرقی کمک کند. ایالات متحده تا کنون بیشترین کمک را به این سازمان کرده‌است.
این سازمان به‌طور رسمی در جنوری ۱۹۵۰ از دل یک کنفرانس وزیران خارجه کشورهای همسود که در کلمبو در سریلانکا (سیلان سابق) برآمد. در این نشست طرحی مطرح شد که چهارچوب تلاش‌های بین‌المللی را برای افزایش استاندارهای مردم در منطقه ترقی می‌داد.

## اهداف
- افزایش علاقه و پشتیبانی اقتصادی و توسعه اجتماعی آسیا و اقیانوسیه
- افزایش در همکاری فنی و انتقال فناوری بین کشورهای عضو
- مرور اطلاعات مربوط به همکاری‌های فنی بین دولت‌های عضو با هدف تسریع در توسعه اقتصادی
- تسهیل انتقال و تبادل تجارب در زمینه توسعه بین کشورهای عضو درون منطقه با تأکید بر مفهوم همکاری جنوب-جنوب

## ساختار سازمانی
ساختار تشکیلاتی طرح کلمبو شامل کمیته مشورتی، شورا و منشی می‌باشد. هزینه‌های مدیریتی شورا و منشی به‌طور مساوی از سوی کشورهای عضو تأمین می‌گردد:
کمیته مشورتی: شامل دولت‌های عضو نظر دهنده اصلی و بدنه تصمیم‌گیرنده طرح کلمبو است. نشست‌های دوسالانه‌ای که این کمیته برگزار می‌کند انجمنی است برای تبادل نگرش‌ها بر سر مشکلاتی که پیش روی توسعه کشورهای وجود دارد و مروری است بر کارهایی که طرح کلمبو در زمینه‌های اقتصادی و توسعه اجتماعی در منطقه انجام داده‌است.
شورای کلمبو: شورای کلمبو شامل سران دیپلماتیک دولت‌های عضو است که در کلمبوی سریلانکا ساکن هستند. ریاست شورا به ترتیب الفبایی به صورت سالیانه بین کشورهای عضو تقسیم می‌شود.
- ژنرال منشی طرح کلمبو در کلمبوی سریلانکا اقامت دارد، وی منشی کمیته مشورتی و شورا است. منشی مسئول مدیریت مؤثر و اجرای برنامه‌های طرح کلمبو است.

## برنامه‌ها
طرح کلمبو چهار برنامه دایمی دارد:
- برنامه بورسیه بلند مدت
- برنامه مشاوره دارویی
- برنامه توسعه بخش خصوصی
- برنامه مدیریت عمومی و محیط زیست
- برنامه امور جنسیتی
- برنامه برای تغییرات آب و هوایی و محیط زیست